# 青山明日香
青山 明日香（あおやま あすか・1999年〈平成11年〉2月20日 - ）は、日本のタレント、グラビアモデル、元レースクイーン。神奈川県出身。愛称は「あすぴー」。

## 略歴
子供の頃からの夢だったモデルを目指し、2018年11月、プラチナムプロダクションに自ら履歴書を送り契約を結ぶ。2019年2月、雑誌『non-no』の専属読者モデル「カワイイ選抜」第5期生（No.54）に選出。同年、SUPER GT『LEON RACING LADY』としてレースクイーン活動を始める。
2020年2月、グッドスマイルレーシング『レーシングミクサポーターズ』メンバーに就任。翌2021年も引き続きミクサポメンバーを務める他、LEONで共働した南真琴、央川かこと共に『MPエンジェル』としてスーパー耐久のレースクイーンも務めた。
2021年12月25日をもって、レーシングミクサポーターズを事務所の後輩である相沢菜月に譲ってRQを卒業。その後2022年11月14日付でプラチナムプロダクションを退所しフリーランスとなった。

## 人物
- 愛称の「あすぴー」は南真琴が命名[雑誌 2]。LEON時代から、同じ神奈川県出身の南を尊敬する人物として挙げている[雑誌 2][雑誌 3]。
- 事務所の先輩の青山めぐと同じ名字であることから、『月曜から夜ふかし』出演時のメディア記事では“青山姉妹”と紹介されていたが、血縁関係はない[9]。
- 筑前煮と肉じゃが、ミートソースが得意で、いずれも祖母の代から味を受け継いでいるとのこと[雑誌 2][1]。
- 趣味は映画観賞、買い物、食べ歩き。特技はバスケットボール[1]。好きな色は黒[雑誌 3]。
- 憧れの女優は西野七瀬[雑誌 1][雑誌 3]。
- レースクイーンになってからは、炭水化物を控えたり、夕ご飯を軽くする等、スタイル維持に配慮している[2]。

## レースクイーン歴
| 年     | カテゴリー   | クラス | チーム名                                                  | 他メンバー                       |
| ------ | ------------ | ------ | --------------------------------------------------------- | -------------------------------- |
| 2019年 | SUPER GT     | GT300  | K2 R&D LEON RACING 「LEON RACING LADY」                   | 央川かこ、新谷桐子、南真琴       |
| 2020年 | SUPER GT     | GT300  | GOODSMILE RACING with UKYO 「レーシングミクサポーターズ」 | 荒井つかさ、宮越愛恵、月愛きらら |
| 2021年 | SUPER GT     | GT300  | GOODSMILE RACING with UKYO 「レーシングミクサポーターズ」 | 荒井つかさ、宮越愛恵、月愛きらら |
| 2021年 | スーパー耐久 | ST-X   | MP Racing「MPエンジェル」                                 | 央川かこ、南真琴                 |

## 出演

### テレビ番組
- 月曜から夜ふかし「言われてみれば見たことのないものを調査した件」（日本テレビ・2019年7月8日放送）[9]
- 石橋貴明のたいむとんねる「千鳥と珍対決!水着だらけのボウリング大会」（フジテレビ、2019年7月15日放送）[10]
- ゴッドタン「ナツカシッシュNIGHT」（テレビ東京、2019年8月18日未明放送） - 磯山さやか、みうらうみと共演[11]
- 弾丸!秘湯女子「福島県・大丸あすなろ荘」（テレビ東京、2020年2月19日未明放送）[12]
- ミステリと言う勿れ 第1話（2022年1月10日、フジテレビ）

### イベント
- 東京ゲームショウ2019「DELL・ALIENWARE」ブースコンパニオン[13]
- 東京モーターショー2019「DUNLOP」ブースコンパニオン[14]

### YouTube
- CapriceFox キャンプ - YouTube（2020年7月 - ）

### 雑誌
1. 1 2 3  「2019 RACE QUEEN DEBUT COVER GIRL『青山明日香』」『ギャルズ・パラダイス「2019DVDスペシャル」』、株式会社三栄、2020年2月2日、50頁、2022年1月1日閲覧。「【Q5】このお仕事を始めたキッカケは?「小さい頃からの夢」」
2. 1 2 3  「GALS PARADISE SPECIAL GRAVURE『青山明日香』」『ギャルズ・パラダイス「2019レースクイーンデビュー編」』、株式会社三栄、2019年9月1日、21頁、2022年1月1日閲覧。
3. 1 2 3 4  「GT300 K2 R&D LEON RACING『LEON RACING LADY』」『ギャルズ・パラダイス「2019スーパーGTレースクイーン オフィシャルガイドブック」』、株式会社三栄、2019年6月21日、70-71頁、2022年1月1日閲覧。